# Dalbergia cana
Dalbergia cana là một loài thực vật có hoa trong họ Đậu. Loài này được Kurz miêu tả khoa học đầu tiên.